# داركو بوجانوفيتش
داركو بوجانوفيتش مواليد 8 فبراير 1997 في فورشهايم، ألمانيا، هو لاعب كرة مضرب بوسني يلعب باليد اليمنى ويحتل حالياً المرتبة رقم. 937 (8 أكتوبر 2018) في تصنيف رابطة محترفي كرة المضرب. أعلى تصنيف له في الفردي كان المركز الـ 937 في سنة 2018. أعلى تصنيف له في الزوجي كان المركز الـ 853 في سنة 2018.

## روابط خارجية
- داركو بوجانوفيتش على موقع رابطة محترفي التنس (الإنجليزية)
- داركو بوجانوفيتش على موقع الاتحاد الدولي لكرة المضرب (الإنجليزية)
- داركو بوجانوفيتش على موقع كأس ديفيز (الإنجليزية)
- داركو بوجانوفيتش على موقع خلاصة التنس.كوم (الإنجليزية)